# Rolls-Royce Peregrine
Il Rolls-Royce KV26 Peregrine I (Falco Pellegrino) era un motore aeronautico a V a 12 cilindri progettato e costruito dalla Rolls-Royce durante gli anni trenta. Essenzialmente era uno sviluppo del Kestrel, motore che aveva trovato largo impiego. Il propulsore erogava una potenza di 885 hp (660 kW).
Venne scelto di dotare il Peregrine di carburatori a depressione, prodotti dalla H.M. Hobson, in quanto potevano essere montati nella parte posteriore del propulsore, liberando così spazio utile per altre componenti quali il compressore e il generatore. Il motore, che condivideva diverse parti meccaniche con il Merlin, era dotato di un sistema di raffreddamento pressurizzato ad acqua e glicol.
Il Peregrine però manifestava la tendenza a perdere potenza a quote superiori ai 6.100 m (20.000 ft) e la Rolls-Royce Ltd, impegnata nello sviluppo dei motori Merlin, Exe e Vulture, poté dedicare solo poche risorse allo sviluppo del Peregrine. Anche l'approvvigionamento dei carburatori a depressione si rivelò più difficile del previsto.
Il prototipo del Whirlwind, unico velivolo ad utilizzare i Peregrine, utilizzò la 4ª e la 7ª unità prodotta. I motori furono consegnati nel giugno del 1938. Durante le prove si evidenziò un problema al sistema di raffreddamento che provocava il surriscaldamento del motore. Si scoprì che, se tenuti per un lungo tempo alla massima potenza, si formava del vapore nel circuito e questo a sua volta provocava un innalzamento della temperatura. In prove successive un Peregrine di nuova produzione grippò e fu necessario sostituirlo. Il risultato delle prove non soddisfece il Ministero dell'Aria. Di conseguenza non vennero realizzate altre versioni di questo propulsore. Il Peregrine perse la sua importanza anche a causa della direzione che aveva preso lo sviluppo dei nuovi velivoli da caccia. Si rese evidente dai nuovi progetti che questi divenivano sempre più grandi e pesanti, rendendo la potenza erogata dal Peregrine insufficiente.
La fine della sua produzione venne annunciata dalla Rolls-Royce nell'agosto del 1939. Questa decisione venne presa al fine di razionalizzare la produzione concentrandola sul Merlin. La linea produttiva fu però mantenuta attiva fino all'8 maggio del 1940 in modo da produrre un numero sufficiente di motori con i quali equipaggiare i 114 Whirlwind ordinati.
Dall'unione di due Peregrine nascerà il Vulture. Ne risultò un motore ad X con 24 cilindri che doveva essere montato sui bombardieri ma che non si rivelò mai affidabile nonostante la potenza fosse di 1 700 hp (1 268 kW).